# Blastobasis monozona
Blastobasis monozona là một loài bướm đêm thuộc họ Blastobasidae. Nó được tìm thấy ở Úc.